# شعبية ترهونة ومسلاتة
شعبية ترهونة ومسلاتة هي إحدى شعبيات ليبيا.

## أهم المدن
- ترهونة
- مسلاتة
- قصر خيار
- القره بوللي

## المؤتمرات الشعبية الأساسية بالشعبية
- مؤتمر ترهونة المدينة
- مدينة القربولى
- الداوون
- سيدي الصيد القصعية
- شهداء البويرات
- سوق الجمعة
- سوق الأحد
- القزاحية
- العمامرة
- قصر خيار
- سيدي عمير
- العلوص
- القرة بوللي الشرقية
- العطايا
- الرواجح
- الكراوة
- القويعة
- الخوالق
- القصبات
- قصر الجديد
- بن ناصر
- الخضراء
- أبيار مجي
- أولاد علي
- الشويرف
- فم اللغاء
- وادي ترغت
- مؤتمر التياب